# Cerro Altamira
El Cerro Altamira es una formación de montaña ubicada en una exclusiva región natural donde se encuentran los estados Portuguesa, Lara y Trujillo, en el occidente de Venezuela. A una altitud promedio entre 2.087 m s. n. m.  y 2.091 m s. n. m. el Cerro Altamira es la montaña más alta en Portuguesa.

## Ubicación
El Cerro Altamira está ubicado en el corazón de una fila montañosa al oeste del municipio Monseñor José Vicente de Unda en el extremo norte del estado. El acceso se obtiene por la carretera desde Humocaro Alto y que termina en los poblados de «El Jabón» y «El Potrero», todos ellos en el municipio Morán (Lara). Otro acceso menos aislado se obtiene directamente de la carretera panamericana al sur de Tocuyo. Hacia el norte se continúa con la fila El Hechal y la fila La Raya hasta llegar al extremo norte del municipio y el Cerro Gordo a nivel del límite con el estado Lara.

## Geografía
El Cerro Altamira se ubica en una zona que es generalmente lluvioso por tiene un clima tropical de altitud que es equiparable al clima subtropical llamado bosque pluvial premontano. Ello permite una mayor variación climática, con más rangos de temperatura, altura y diversificación de especies. Es frecuente la presencia de bosques de neblina a nivel de la cumbre, los cuales obtienen el agua principalmente de la humedad proveniente de las tierras bajas lluviosas. Sus faldas corresponden a una altitud entre los 1000 y 1900 m s. n. m. Su vegetación está formada por Bosques Moderadamente Húmedos y Montañosos. A pesar de que buena parte del área del municipio se encuentra dentro de la zona protectora de los ríos Mazparro, Boconó, La Yuca, Tucupido y Guanare, la vegetación natural se encuentra muy intervenida por la actividad agraria.